# 2-Aの魔法使い
『2-Aの魔法使い』（にのエーのまほうつかい）は、北条晶による日本の漫画作品。竹書房のウェブコミック配信サイト『まんがライフWIN』にて2009年5月29日より2011年7月12日まで連載。

## 特徴
本作品の最大の特徴は、各話1本毎に4コマずつ起承転結を組み立てながら1本のストーリー作品として繋げて行くストーリー4コマ漫画の構成と、1ページ漫画の自由自在なコマ割りをミックスさせた、Web漫画ならではの新感覚4コマ漫画として描かれている点にある(ただし各話1本目のみ通常の4コマ作品と同様の扉ページ仕様を取っている)。紙媒体の4コマ作品よりも自由度が高く、シーンごとのメリハリや迫力のつけかたなどにおいて他の4コマ漫画作品と一線を画すものとなっている。

## 概要
中学2年生の少女・七瀬風花は、初恋をした途端に魔法少女になってしまう。突然の事態に戸惑いながらも、恋に魔法に奔走する風花の活躍を描く。

## 登場人物
七瀬 風花
本作の主人公。中学2年生（14歳）。ピンク色のロングヘアーに花形の髪留めをつけている。
初めて草野に会ったときに彼に一目惚れし、家系に代々伝わる魔法少女の力を得る。その力は「物に生命を吹きこむ」魔法。「おねがい！」の一言により発動するが、うまくいかないことも多い。
興奮すると魔法少女の姿に変身してしまうため、変身しそうになったときはトイレに駆け込む、物陰に隠れるなどしてごまかしている。ただしこの姿は帽子とマントを着けただけなので、他の人に見られた際も単なるコスプレだと思われている。
七瀬 綾花
風花の母親。38歳。
風花が初恋をするまで28年間、現役の魔法少女として活躍してきた。現在は風花に魔法の力を受け継ぎ、娘の魔法少女としての活躍を見守っている。
草野 和弥
中学3年生の美術部員。風花の初恋の相手。
風花が魔法少女になって以来、彼女の魔法によく巻き込まれている。
姫野 睦月
風花のクラスメイト。あだ名は「むーにゃん」。三つ編みの髪型で眼鏡をかけている。
成績優秀であり、生徒会の委員をしている。大人びた言動が多い。
みづき
風花のクラスメイト。あだ名は「みっちょん」。苗字は不明。
ショートヘアの快活な少女。学校の成績は悪い。
蓮紫（レンシ）
風花の前に敵として現れた「黒の魔法使い」。風花とは違って服がおしゃれ。
人間の持つ「煩悩」により、人の心を操る力を持つ。操られた人の目には魔法陣が浮かび上がる。

## 単行本
- 北条晶『2-Aの魔法使い』 竹書房〈バンブーコミックスWINセレクション〉、全2巻
  1. 2010年8月10日初版発行（2010年7月27日発売）、ISBN 978-4-8124-7424-2
  2. 2011年8月20日初版発行（2011年8月6日発売）、ISBN 978-4-8124-7647-5